# Antodilanea modesta
Antodilanea modesta là một loài bọ cánh cứng trong họ Cerambycidae.